# Nikon D3S
Nikon D3S este o cameră de fotografiat digitală profesională (DSLR) Full Frame anunțată de Nikon în 14 octombrie 2009 . D3S este a patra cameră full frame de la Nikon după D3, D700 și D3X. Este de asemenea prima cameră full frame de la Nikon care poate să filmeze HD. Deși senzorul are același număr de pixeli ca și cel al predecesorului său, senzorul de pe D3S a fost în totalitate reproiectat . Nikon declară că au îmbunătățit imaginile la sensibilitate ISO mare, filmatul în lumină slabă , sistemul de curățare a senzorului, sistemul de măsurare și focalizare, sistemul de procesare automată a fișierelor în format RAW, modul quiet, și acumulatorul, care acum duce pînă la 4200 de cadre la o singură încărcare.
NASA tocmai a depus comanda pentru a achiziționa aparate Nikon D3S pentru a fi folosite pe stația spațială internațională 

## Caracteristici
- Senzorul de 12.1 megapixeli, reproiectat față de cel al lui D3
- Conversie a culorilor pe 14 biți, cu citire pe 12 canale
- Sistem de curățare automată a senzorului (microvibrații pe 4 frecvențe)
- De la maximum 9 cadre pe secundă (în format FX) la maximum 11 cadre pe secundă (în format DX)
- Mod silențios de declanșare a obturatorului
- Timpi de procesare mai mici
- Corecție automată de aberație cromatică pentru fișierele în format JPEG.
- Buffer mai mare pentru fotografierea continuă, cu maximum 48 de cadre în format RAW
- Meniu extins de retușare a imaginilor direct din aparat
- Mod de filmare HD, 720p / 24 fps cu sunet stereo, posibilitatea de a conecta microfon, performanțe ridicate în lumină slabă și posibilitatea de a salva fiecare cadru ca și fișier format JPEG
- Suportă obiective în format DX (la 5.1 megapixeli), vizorul ajustându-se automat
- Senzor de focalizare automată Multi-CAM3500FX (51 de puncte, 15 cross-type, cu mai multă acoperire verticală) cu modalitate de urmărire a subiectului îmbunătățită și posibilitatea de a calibra autofocalizarea și de a salva presetările pentru până la 20 de obiective diferite
- Obturator din compozit Kevlar/Carbon cu durată de viață garantată la 300.000 de cadre
- Live View
- Modul de orizont virtual, disponibil în live view sau în timpul filmării
- 'Active D-Lighting' cu 6 setări și bracketing
- Două sloturi CF UDMA (cu posibilitatea de overflow, backup, RAW pe unul, JPEG pe celălalt, Filme pe unul imagini pe celălalt)
- Procesor expeed nou care garantează 4200 de cadre la fiecare acumulator încărcat
- Încărcător de acumulatori cu două sloturi ca standard
- Protejat împotriva intemperiilor (umiditate, praf, nisip, temperaturi ridicate sau scăzute, încărcări electromagnetice)